# Anacithara caelatura
Anacithara caelatura é uma espécie de gastrópode do gênero Anacithara, pertencente a família Horaiclavidae.